# Superclásico de las Américas 2018
Superclásico de las Américas 2018 – Copa Doctor Nicolás Leoz là lần thứ 5 giải Superclásico de las Américas được tổ chức. Trận đấu được diễn ra tại Thành phố Thể thao Nhà vua Abdullah ở Jeddah, Ả Rập Xê Út.
Brasil thắng 1-0 với bàn thắng duy nhất của Miranda.

## Trận đấu
Brasil thắng trận đấu với bàn thắng duy nhất của Miranda ở phút thứ 90+3 của hiệp hai.

### Chi tiết
| Argentina | 0–1      | Brasil             |
| --------- | -------- | ------------------ |
|           | Chi tiết | João Miranda 90+3' |

| Argentina | Brasil |

|                  |    |                    |     |     |
|                  |    |                    |     |     |
| GK               | 1  | Sergio Romero      |     |     |
| DF               | 3  | Nicolás Tagliafico |     | 82' |
| DF               | 6  | Germán Pezzella    |     |     |
| DF               | 17 | Nicolás Otamendi   |     |     |
| DF               | 26 | Renzo Saravia      | 69' |     |
| MF               | 5  | Leandro Paredes    | 18' |     |
| MF               | 20 | Giovani Lo Celso   | 64' | 73' |
| MF               | 30 | Rodrigo Battaglia  | 84' |     |
| FW               | 9  | Mauro Icardi       |     | 88' |
| FW               | 11 | Ángel Correa       | 62' | 67' |
| FW               | 21 | Paulo Dybala       |     | 58' |
| Thay người:      |    |                    |     |     |
| FW               |    | Lautaro Martínez   |     | 58' |
| MF               |    | Roberto Pereyra    |     | 67' |
| MF               |    | Eduardo Salvio     |     | 73' |
| DF               |    | Marcos Acuña       |     | 82' |
| FW               |    | Giovanni Simeone   |     | 88' |
| Huấn luyện viên: |    |                    |     |     |
| Lionel Scaloni   |    |                    |     |     |

| GK               | 1  | Alisson           |     |     |
| DF               | 2  | Danilo            |     | 53' |
| DF               | 3  | Miranda           | 71' |     |
| DF               | 13 | Marquinhos        |     |     |
| MF               | 16 | Filipe Luís       |     |     |
| MF               | 5  | Casemiro          |     |     |
| MF               | 11 | Philippe Coutinho |     |     |
| MF               | 15 | Arthur            |     |     |
| FW               | 9  | Gabriel Jesus     |     | 65' |
| FW               | 10 | Neymar            | 66' |     |
| FW               | 20 | Roberto Firmino   |     |     |
| Thay người:      |    |                   |     |     |
| DF               |    | Fabinho           |     | 53' |
| FW               |    | Richarlison       |     | 65' |
| Huấn luyện viên: |    |                   |     |     |
| Tite             |    |                   |     |     |

## Truyền thông
- Argentina: TyC Sports
- Brasil: Rede Globo